# 110 mètres haies aux Jeux olympiques d'été de 1932
Pour un article plus général, voir Athlétisme aux Jeux olympiques d'été de 1932.
Navigation
Amsterdam 1928 Berlin 1936
L'épreuve du 110 mètres haies aux Jeux olympiques de 1932 s'est déroulée les 2 et 3 août 1932 au Memorial Coliseum de Los Angeles, aux États-Unis. Elle est remportée par l'Américain George Saling.

## Résultats

### Finale
| Rang               | Athlète        | Pays            | Temps  |
| ------------------ | -------------- | --------------- | ------ |
| Médaille d'or      | George Saling  | États-Unis      | 14 s 6 |
| Médaille d'argent  | Percy Beard    | États-Unis      | 14 s 7 |
| Médaille de bronze | Donald Finlay  | Grande-Bretagne | 14 s 8 |
| 4                  | Jack Keller    | États-Unis      | 14 s 8 |
| 5                  | David Burghley | Grande-Bretagne | 14 s 8 |
| —                  | Willi Welscher | Allemagne       | DSQ    |